# Jñānagupta
Jñānagupta (devanāgarī: ज्ञानगुप्त; cinese: 闍那崛多, Pinyin: Shénàjuéduō, Wade-Giles: She-na-chüeh-tuo, coreano: Donagulda, giapponese: Janakutta; Gandhāra, 523 – Cháng'ān, 619) è stato un monaco buddhista e traduttore indiano,originario della regione del Gandhāra, situata a Nord-Ovest dell'India.
Intorno alla metà del VI secolo giunse in Cina, a Cháng'ān (長安) dove risiedette inizialmente presso il monastero di  Cǎotáng-sì (草堂寺) e, successivamente presso il monastero di  Sìtiānwáng-sì (四天王寺) in cui avviò la sua traduzione di testi dal sanscrito al cinese.
La Cina settentrionale, di cui Cháng'ān era capitale, era in quel periodo appena uscita dalle guerre sorte in seno al clan dei Tuòbá (拓拔, appartenente alla etnia degli Xiānbēi, 鮮卑) che era alla guida di quella parte del territorio cinese. 
Cháng'ān era dunque in mano alla neonata Dinastia Zhou Settentrionali (557-581) sorta dalla Dinastia Wei Occidentali ovvero dal clan dei Tuòbá meno disposti alla sinizzazione dei propri costumi, ma al contempo protettori del Buddismo.
Jñānagupta, sotto il patrocinio di questa dinastia avvio la traduzione di alcuni testi tra cui l'Akāśagarbha-bodhisattva-sūtra (虛空藏菩薩經 Xūkōng zàng púsà jīng, giapp. Kokū zō bosatsu kyō, conservato nel Dàjíbù al T.D. 405).
Con la salita al trono dell'imperatore confuciano Wǔ (武, conosciuto anche come Yǔwén Yōng, 宇文邕, regno: 561-78), che nel 574 scatenerà la prima persecuzione anti-buddista, Jñānagupta compirà un viaggio verso l'Asia centrale al fine di procurarsi nuove scritture buddiste da tradurre, rientrando alcuni anni dopo sempre a Cháng'ān con duecentosessanta testi sanscriti.
Nel frattempo, con la conquista del trono da parte dell'imperatore Wén (文, conosciuto anche come Yáng Jiān, 揚堅, regno: 581-604) la Dinastia Sui era succeduta alla Dinastia Zhou Settentrionali, riunificando progressivamente l'intera Cina. 
L'imperatore Wén, particolarmente devoto al Buddismo, si proclamò cakravartin (輪王, lúnwáng), il "re universale che governa per mezzo della ruota", simbolo della religione buddista. Nel 585 si proclamò bodhisattva (菩薩, púsà) e nel 594 emise un editto imperiale in cui affermò di essere un discepolo del Buddha dichiarando il proprio dolore per i danni apportati dalle persecuzioni antibuddiste avviate dall'imperatore  Wǔ.
In questa atmosfera di grande supporto imperiale alla religione buddista, Jñānagupta operò numerose traduzioni nel tempio Dàxīngshàn-sì (大興善寺), fondato a Cháng'ān proprio dall'imperatore Wén, tra cui una traduzione del Sutra del Loto operata insieme al monaco indiano Dharmagupta su un testo già tradotto da Kumārajīva (344-413), ma contenente un "capitolo aggiuntivo" quello inerente a Devadatta (XII capitolo).
A Jñānagupta vengono attribuite la traduzione di trentasette opere in centodieci fascicoli, tra queste conserviamo:
- 佛華嚴入如來德智不思議境界經: Tathāgataguṇajñānâcintyaviśayâvatāranirdeśa T.D. 303;
- 發覺淨心經 Adhyāśayasaṃcodana T.D. 327;
- 入法界體性經 Ratnakūṭasūtra T.D.  355;
- 四童子三昧經 Caturdārakasamādhisūtra T.D. 379;
- 大方等大集經賢護分 Bhadrapālasūtra T.D.  416;
- 文殊師利行經 Mañjuśrīvihārasūtra T.D.  471;
- 善思童子經 Mahāvaipulyamurdharājasūtra T.D.  479;
- 月上女經 Candrottarâdārikāparipṛcchā T.D.  480;
- 大威燈光仙人問疑經 Paramārthadharmavijayasūtra T.D. 834;
- 大乘三聚懺悔經 Karmâvaraṇapratiprasrabdhisūtra T.D. 1493.